# Čakanovce (Banská Bystrica)
Čakanovce (em húngaro: Csákányháza) é um município da Eslováquia, situado no distrito de Lučenec, na região de Banská Bystrica. Tem 12,43 km² de área e sua população em 2018 foi estimada em 1.175 habitantes.

## Demografia
| Ano:        | 1994 | 2004   | 2014    | 2024   |
| ----------- | ---- | ------ | ------- | ------ |
| Broj ljudi: | 913  | 957    | 1153    | 1143   |
| Razlika:    |      | +4,81% | +20,48% | -0,86% |

| Ano:               | 2023 | 2024  |
| ------------------ | ---- | ----- |
| Número de pessoas: | 1125 | 1143  |
| Diferença:         |      | +1,6% |